# Иринотекан
Иринотекан — цитотоксический препарат из группы камптотецинов. Является ингибитором топоизомеразы I.
Иринотекан связывается с комплексом топоизомераза I-ДНК и предотвращает повторное сшивание нитей ДНК. Полагают, что цитотоксичность иринотекана обусловлена повреждением удвоенной нити ДНК, образующейся в процессе её синтеза. При этом ферменты, участвующие в репликации, взаимодействуют с тройным комплексом, сформированным иринотеканом, топоизомеразой I и ДНК. Назначается при колоректальном раке, раке яичников, мелкоклеточном раке легкого, а также при раке поджелудочной железы.

## История
Клиническое изучение иринотекана было начато в 1991 году в Японии.
Препарат является водорастворимым дериватом камптотецина. Камптотецин был выделен из растения камптотеки остроконечной, цитотоксическое действие которого на опухолевые клетки млекопитающих было описано еще в 1966 году. В 1985 году была опубликована работа, в которой описывалось действие препарата (блокирование топоизомеразы I) in vitro. В 1987 г. Y.H. Hsiang и соавторы описали успешное действие CPT-11 на привитую культуру опухолевых клеток. До 1998 года единственным препаратом для лечения колоректального рака был 5-фторурацил. Но на основании многочисленных исследований в 1998 году Управлением по продуктам питания и медикаментам (FDA) одобрило применение иринотекана в монорежиме в качестве 2-й линии лечения пациентов с метастатическим колоректальным раком.